# WASP-55
WASP-55 är en ensam stjärna i södra delen av stjärnbilden Jungfrun. Den har en  skenbar magnitud av ca 11,75 och kräver ett teleskop för att kunna observeras. Baserat på parallax enligt Gaia Data Release 2 på ca 3,3 mas, beräknas den befinna sig på ett avstånd på ca 980 ljusår (ca 300 parsek) från solen. Den rör sig närmare solen med en heliocentrisk radialhastighet på ca -4 km/s.

## Egenskaper
WASP-55 är en gul till vit stjärna i huvudserien av spektralklass G1 V. Den har en massa som är ca 1,04 solmassa, en radie som är ca 1,11 solradie och har en effektiv temperatur av ca 6 000 K. Stjärnan har ungefär samma koncentration av tyngre element som solen.
En multiplicitetsundersökning 2016 observerade en röd dvärg som följeslagare till WASP-55 med en beräknad separation på 4,435 ± 0,018 bågsekunder. Uppföljande observationer 2017 kunde dock inte bekräfta om den misstänkta följeslagaren, med en temperatur på 3 340 ± 90 K, är gravitationellt bunden till WASP-55 eller inte.

## Planetsystem
Exoplaneten WASP-55b av typen het Jupiter upptäcktes 2012 i omlopp kring WASP-55 i en snäv, cirkulär bana. Planetens jämviktstemperatur är 1 305 +49−69.
| Planet | Massa          | Halv storaxel (AE) | Siderisk omloppstid (d) | Excentricitet | Inklination | Radie          |
| ------ | -------------- | ------------------ | ----------------------- | ------------- | ----------- | -------------- |
| b      | 0,62 ± 0,04 MJ | 0,0558 ± 0,0006    | 4,4656291               | <0,1          | 89,0 ± 0,2° | 1,34 ± 0,01 RJ |